# Pałac Królewski w Sztokholmie
Pałac Królewski (szw. Kungliga slottet) – oficjalna rezydencja królewska w Sztokholmie, na wyspie Stadsholmen, w dzielnicy Gamla stan.  Szwedzka Rodzina Królewska mieszka jednak na stałe w Pałacu Drottningholm (szw. Drottningholm Slott), położonym kilkanaście kilometrów na zachód od centrum.

## Historia
Pierwsze umocnienia pojawiły się na wyspie Stadsholmen w X wieku. Twierdzę Tre Kronor (Trzy Korony) wybudowano w połowie XIII wieku, a w następnym stuleciu stała się ona królewską rezydencją. W 1419 r. zamek spłonął. W czasach panowania Gustawa Wazy Tre Kronor stał się najważniejszą rezydencją królewską w kraju. Na skutek doświadczeń z oblężenia w 1520 roku zamek został rozbudowany i przystosowany do użycia w większym zakresie broni palnej. Prace nad rozbudową prowadzono w latach 20. i 30. XVI wieku. Począwszy od lat 40. XVIII w. rozpoczęto budowę południowej części warowni, a wieżę główną nadbudowano i wyposażono w armaty. W 1556 r. zbudowano także wieżę południowo-wschodnią.
Jan III Waza polecił w drugiej połowie XVI wieku przebudować stary zamek na renesansowy pałac z okazałymi szczytami, przy projektowaniu którego udział brali włoscy budowniczowie de Pario (znani z wcześniejszych realizacji m.in. z Brzegu na Śląsku). Zbudowano wtedy nowe komnaty dla króla, nową salę przy zachodniej ścianie starej warowni i nowy kościół zamkowy. 
Zamek otrzymał nazwę „Trzy korony” w 1588 r., kiedy na iglicy głównej wieży umieszczono trzy złocone korony. W 1697 roku rezydencja doszczętnie spłonęła. 
Na miejscu starego pałacu renesansowego architekt Nicodemus Tessin młodszy zbudował nowy pałac w stylu baroku rzymskiego z fasadą na wzór włoski i wnętrzami, których francuski charakter tonowały wpływy szwedzkie. Pierwszym mieszkańcem pałacu został król Adolf Fryderyk w 1754 roku.

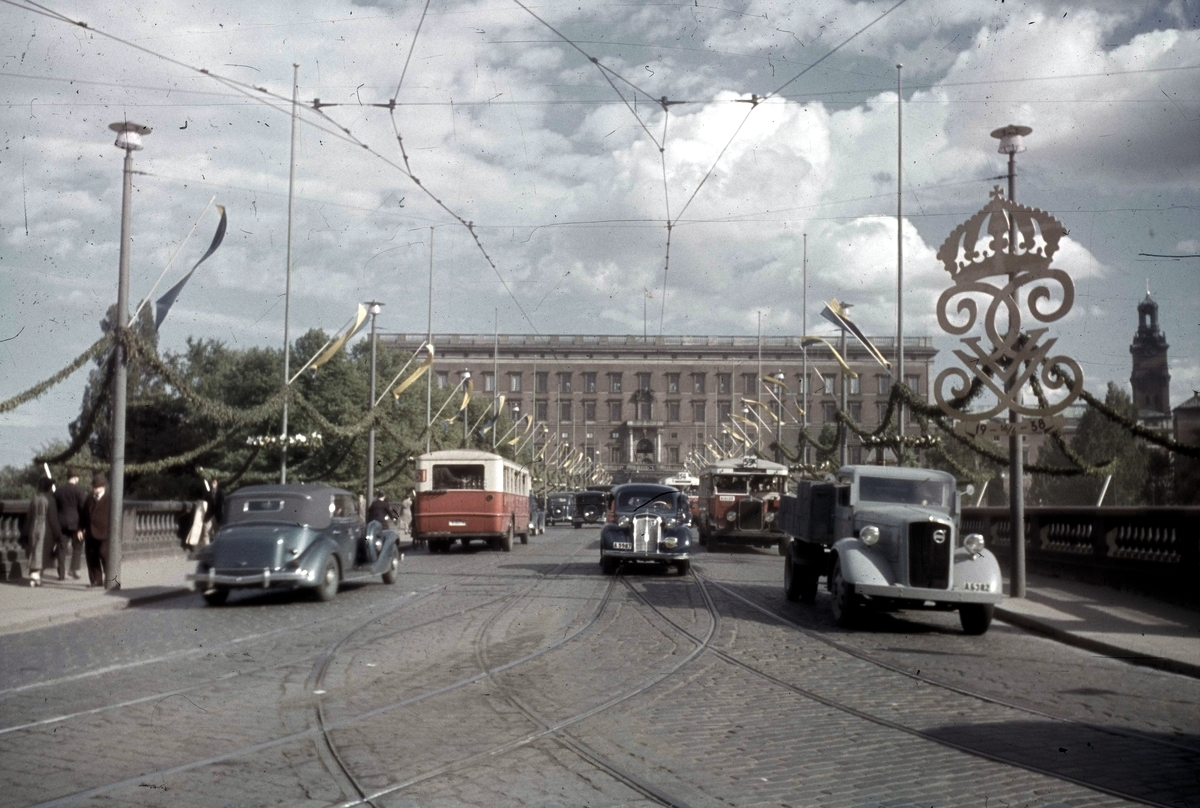
Pałac Królewski w Sztokholmie w 1938 (fotografia barwna Agfacolor)